# 위임
위임(委任)은 당사자의 일방(委任人)이 상대방에 대하여 '사무(事務)의 처리'를 위탁하고, 상대방(委任人)이 이를 승낙함으로써 성립하는 계약이다(680조). 이것은 노무 공급계약의 일종이지만 일정한 사무의 처리라고 하는 통일된 노무를 목적으로 하는 점에 특색이 있다. 위임 계약은 계속적 계약에 속한다. 위임의 목적은 '사무처리의 위탁'에 있는데 그 사무처리의 위탁은 수임인으로 하여금 그의 재량에 의하여 사무를 처리케 하는 것을 말한다. 이것은 수임인이 독립성(獨立性)을 갖는 것을 전제로 한다. 또한 위임인과의 사이에 일종의 신임관계(信任關係)가 성립한다. 보수는 위임의 요소는 아니지만(무상이 원칙이며, 이 점 고용·도급과 다르다) 특약이 있으면 물론 묵시의 의사표시 또는 관습에 의하여 보수가 있는 경우가 많다(686조). 또한 상법상의 위임에는 보수청구권이 있다：상법 61조 참조). 또 위임계약에 의하여 대리권(代理權)이 수여되는 일이 많고, 대한민국 민법은 대리권을 발생시키는 원인이 위임 이외에는 없을 것으로 생각하고 그것이 불가분 일체라고 하여 입법된 것 같으나 대리권은 고용이나 도급, 조합계약에 의해서도 발생한다. 위임과 대리는 본질적으로 다르다(→대리). 그러나 실제에는 양자는 여전히 밀접한 관련이 있으며, 거래의 관행은 위임이 있으면 당연히 대리권의 수여가 따르는 것으로 생각하는 것이 보통이다. 따라서 일반적으로 해석상, 위임은 그 사무처리에서 제3자와 관계를 갖게 되는 한, 대리권의 수여를 수반한다고 새겨지고 있다. 즉 특약 기타의 특별한 사정이 있는 때에만 대리권이 없음을 인정하여야 한다.

## 한국

### 위임인
위임계약에서 사무의 처리를 부탁하는 측의 당사자. 위임에 대하여 보수의 약정이 있는 경우(有償委任)에는 위임인은 정하여진 시기·방법에 따라 보수의 지급 의무가 있다(특약이 없으면：686조 2항). 이 밖에 위임자는 유상·무상 어느 경우에도, (1) 위임사무의 처리에 관하여 비용을 필요로 할 때에는 그 비용의 선급(先給) 의무(687조). (2) 수임인이 비용을 지출하였을 때에는 그 비용 및 지출한 날 이후의 이자의 상환 의무(688조 1항). (3) 수임인이 채무를 부담한 때에는 그 변제 의무(688조 2항). (4) 수임인이 사무처리를 위하여 과실 없이 손해를 받은 때에는 그 손해배상 의무(688조 3항)를 부담한다.

### 수임인
수임인(受任人)은 위임계약에서 사무의 처리를 부탁받은 측의 당사자를 말한다. 수임인은 위임인의 신임에 보답하여 스스로 위임의 본지(本旨)에 따라서, 선량한 관리자의 주의를 가지고 위임사무를 처리할 의무를 부담한다(대한민국 민법 제681조).  사무처리에 관하여 위임인의 지시가 있는 때에는, 수임인은 그 지시에 따라야 한다. :466 위임은 개인적인 신임관계에 기초를 둔 것이므로 원칙적으로 타인에게 사무처리를 시킬 수가 없으나 위임인의 허락이 있거나 수임인에게 질병이나 기타 부득이한 사정이 있을 때에는 임의 대리인(任意代理人)의 복임권(復任權)에 관한 규정과 같은 취지에서 그것과 같은 조건과 책임하에 복위임(復委任)을 허용한다고 규정하였다(121조, 123조, 682조). 수임자는 전술한 사무처리에서 (1) 그 상황의 보고 의무(683조). (2) 받은 금전 기타의 물건과 과실의 인도 및 권리의 이전 의무(684조). (3) 위임인에게 인도할 금전 등을 소비한 때에는 그 소비금의 이자 및 손해배상 의무(685조)를 부담한다. 또한 변호사나 의사 등은 위임인의 생명·신체·재산 등 중요한 것의 운명을 맡고 있으므로 특별히 수임인이 될 수 있는 자격이나 보수 등에 관하여 특별한 규제를 받고 있다(변호사법·의료법 등 참조).

### 위임 계약
위임 계약은 사무처리를 목적으로 하는 위임인과 수임인간의 사무처리계약이다. 위임계약의 내용인 사무처리는, 법률행위일 수도 있고, 법률행위가 아닌 사실행위일 수도 있다. :455 준거법이 지정되지 아니한 국제위임 계약에 있어서,  용역의 이행을 행하여야 하는 경우에는 계약체결 당시 그의 상거소가 있는 국가의 법(당사자가 법인 또는 단체인 경우에는 주된 사무소가 있는 국가의 법)이 가장 밀접한 관련이 있는 것으로 추정하고, 그 위임 계약은 그러한 밀접한 관련이 있는 국가의 법에 의한다. 다만, 계약이 당사자의 직업 또는 영업활동으로 체결된 경우에는 당사자의 영업소가 있는 국가의 법이 가장 밀접한 관련이 있는 것으로 추정한다.(국제사법 제26조)

### 위임의 종료
위임은 위임사무의 완료, 사무처리의 불능, 예정기간의 만료에 의하여 종료하는 외에, 위임인과 수임인의 어느 쪽으로부터도 언제든지 해지할 수가 있으며, 부득이한 사유 없이 상대방의 불리한 시기에 계약을 해지한 때에는 손해배상을 하여야 한다(689조). 위임은 해지 이외에 위임인 또는 수임인의 사망·파산, 수임인의 금치산선고로 인하여 당연히 소멸한다(690조). 이러한 위임의 종료의 경우에 민법은 위임인의 보호를 위하여 수임인 측에게 긴급처리 의무(緊急處理義務)(691조), 상대방 보호를 위하여 위임 종료의 통지 의무(위임종료의 대항요건－692조)를 부담시킨다는 특별 조치를 취하고 있다.

### 정통망법상 개인정보의 취급위탁
개인정보의 취급위탁이란 개인정보를 수집·보관·처리·이용·제공·관리·파기 등(이를 합하여 "취급"이라 한다)을 할 수 있도록 업무를 위탁하는 것을 말한다. (정통망법 제25조 제1항)

## 일본
일본 민법상 위임(위임계약)은 당사자의 일방(위임자)이 법률행위를 하는 것을 상대방에게 위탁하고, 상대방(수임자)이 이를 승낙하는 것을 내용으로 하는 계약이다. 일본 민법 상 전형계약의 일종이다.(민법 제643조) 위임의 법적성질은 낙성 · 무상 · 편무계약이지만, 특약에 의하여 유상위임의 경우에는 낙성 · 유상 · 쌍무계약이 된다.

## 같이 보기
- 일시적 계약